# Макаров (город)

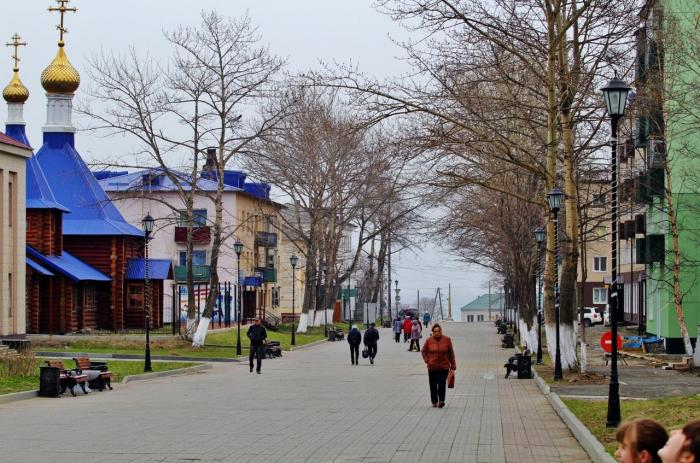
Улица 50 лет Октября (2018 год)

Мака́ров (с 1905 по 1946 — Сирутомару; яп. 知取) — город в России, административный центр Макаровского городского округа Сахалинской области.
Население — 5691 чел. (2023).

## География
Город расположен на восточном берегу Сахалина, в 194 км от Южно-Сахалинска, в устье реки Макарова.

## История
По некоторым данным, населённый пункт был основан в 1892 как село Селютора, что означает в переводе с айнского «деревня на суше».
Уже через два года — в 1894 году — в селении было уже три дома с общим числом жителей 5 человек — трое мужчин и две женщины, которые по категории жителей считались ссыльнопоселенцами. Основными их занятиями были земледелие, животноводство, рыболовство, охота. Эти сведения взяты из документа «Ведомость о хозяйствах ссыльнопоселенцев Корсаковского округа, состоявших на казённом довольствии», хранящегося в Центральном государственном архиве дальнего Востока (г. Томск).
В 1890—1900 гг. по территории района проходил почтовый тракт из поста Корсаковский в пост Александровский. Айны перевозили почту до Найоро (Гастелло), где обменивали её на почту, пришедшую с севера. Тогда же были основаны селение и почтово-телеграфная станция «Мокун-Катане» (айнское название нынешнего села Пугачёво)
В 1905 году в результате поражения в русско-японской войне 1904—1905 южная часть острова отошла к Японии. Японцы построили в Селюторе целлюлозно-бумажный завод, шахту и другие предприятия. Селение стало городом, его японское название — Сиритору.

С 1905 по 1945 вместе с южной частью Сахалина был в составе Японии, назывался Сирутору или Сиритору (яп. 知取). После окончания Второй мировой войны в 1945 в составе России. В 1946 был переименован в Макаров в честь русского флотоводца и океанографа адмирала Степана Макарова.

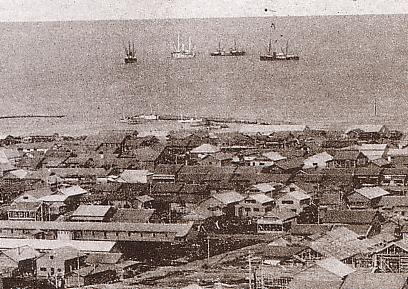
Сиритору (Макаров) в период Карафуто

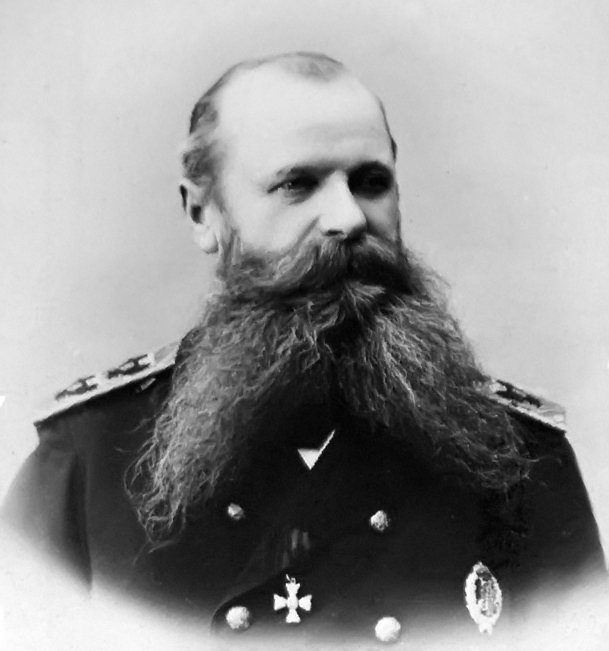
Степан Осипович Макаров

В советское время в городе успешно функционировали бумагоделательный завод и шахта.

## Климат
Город Макаров приравнен к районам Крайнего Севера.
- Среднегодовая температура воздуха — 2,5 °C
- Относительная влажность воздуха — 70,0 %
- Средняя скорость ветра — 6,3 м/с

| Показатель                                              | Янв.  | Фев.  | Март  | Апр.  | Май  | Июнь | Июль | Авг. | Сен. | Окт.  | Нояб. | Дек.  | Год   |
| ------------------------------------------------------- | ----- | ----- | ----- | ----- | ---- | ---- | ---- | ---- | ---- | ----- | ----- | ----- | ----- |
| Абсолютный максимум, °C                                 | −0,6  | 3,3   | 7,8   | 15,4  | 22,8 | 27,4 | 27,5 | 29,9 | 25,1 | 20,6  | 12,9  | 2,4   | 29,9  |
| Средний суточный максимум, °C                           | −10   | −8,1  | −2,3  | 6,0   | 13,2 | 19,4 | 22,8 | 22,5 | 17,4 | 9,6   | −0,4  | −7,8  | 7,0   |
| Средняя температура, °C                                 | −13,8 | −12,4 | −7    | 1,5   | 8,2  | 13,9 | 17,3 | 17,5 | 12,8 | 5,7   | −3,5  | −11,1 | 2,5   |
| Средний суточный минимум, °C                            | −17,9 | −17,1 | −12,2 | −2,9  | 3,2  | 8,9  | 12,5 | 13,2 | 8,8  | 2,2   | −6,6  | −14,5 | −1,8  |
| Абсолютный минимум, °C                                  | −27,4 | −27,4 | −22,9 | −12,9 | −3,4 | 0,2  | 4,1  | 6,5  | 0,4  | −10,7 | −17,2 | −24,3 | −27,4 |
| Источник: Метеостатистика для Сахалинской области ЕСИМО |       |       |       |       |      |      |      |      |      |       |       |       |       |

## Население
| 1925  | 1935    | 1959    | 1970    | 1979    | 1989    | 1996    | 1998  | 2000  |
| ----- | ------- | ------- | ------- | ------- | ------- | ------- | ----- | ----- |
| 9400  | ↗15 735 | ↘13 919 | ↘11 105 | ↘10 672 | ↗11 351 | ↘10 400 | ↘9600 | ↘8900 |
| 2001  | 2002    | 2005    | 2006    | 2007    | 2008    | 2009    | 2010  | 2011  |
| ↘8800 | ↘7271   | ↘7000   | ↘6900   | ↘6800   | ↘6700   | ↗6701   | ↗6705 | ↘6663 |
| 2012  | 2013    | 2014    | 2015    | 2016    | 2017    | 2018    | 2019  | 2020  |
| ↘6657 | ↘6590   | ↘6525   | ↗6681   | ↗6753   | ↘6717   | ↘6567   | ↘6393 | ↘6324 |
| 2021  | 2023    |         |         |         |         |         |       |       |
| ↘5848 | ↘5691   |         |         |         |         |         |       |       |

На 1 января 2025 года по численности населения город находился на 1056-м месте из 1124 городов Российской Федерации.

## Достопримечательности
- Макаровский краеведческий музей[25]
- Церковь Донской иконы Божией Матери[26]. Открыта в 2008 году.
- Остатки японских построек, называемые «храм» и «водопад». «Храм» в 90-е годы был сравнен с землёй, от него остались лишь небольшие фрагменты.

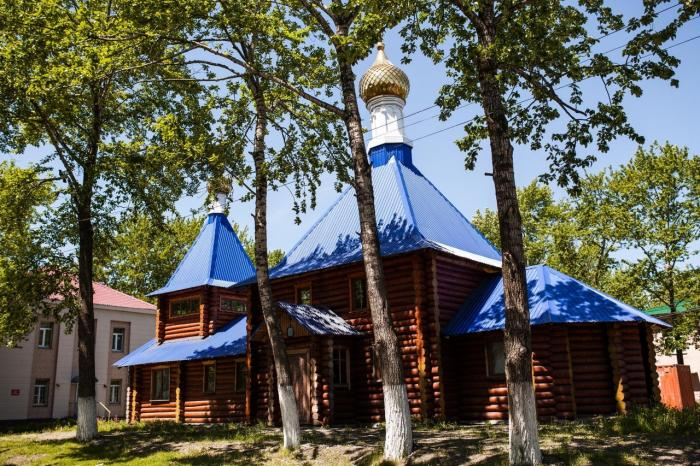
Церковь Донской иконы Божией Матери (2018 год)
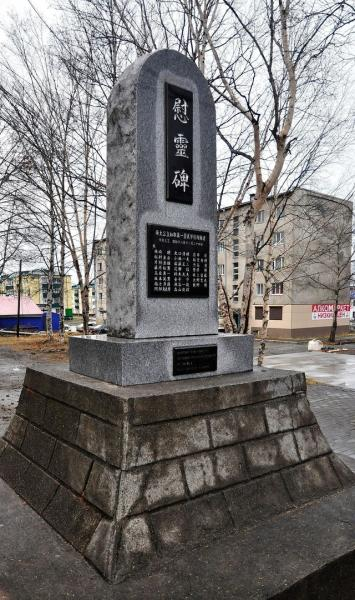
Стела скорби — памятник школьникам «Ирейхи» (2018 год)
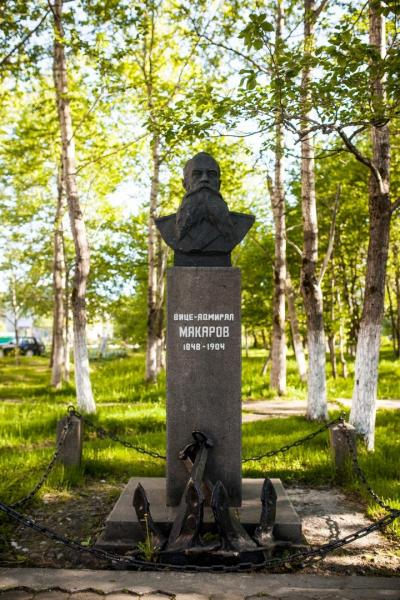
Памятник адмиралу Макарову в городе Макаров (2018 год)
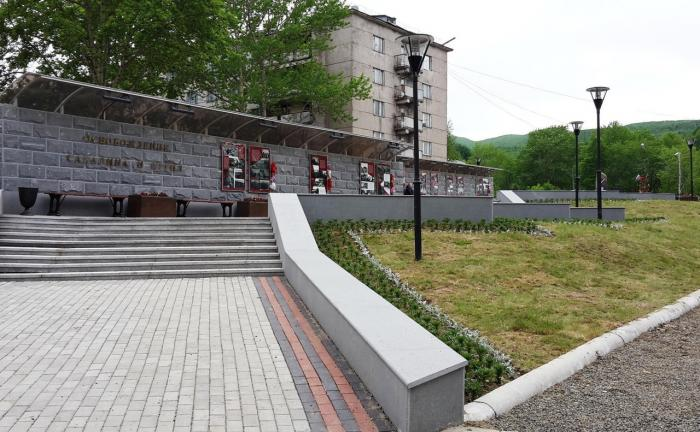
Мемориал воинам-освободителям Сахалина и Курил. Открыт в 2015 году (фото 2018 года).

## Галерея
Все фото за 2018 год

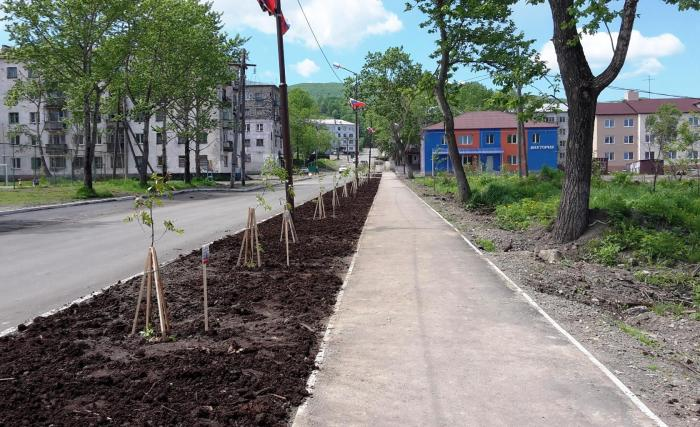
Улица Ленина
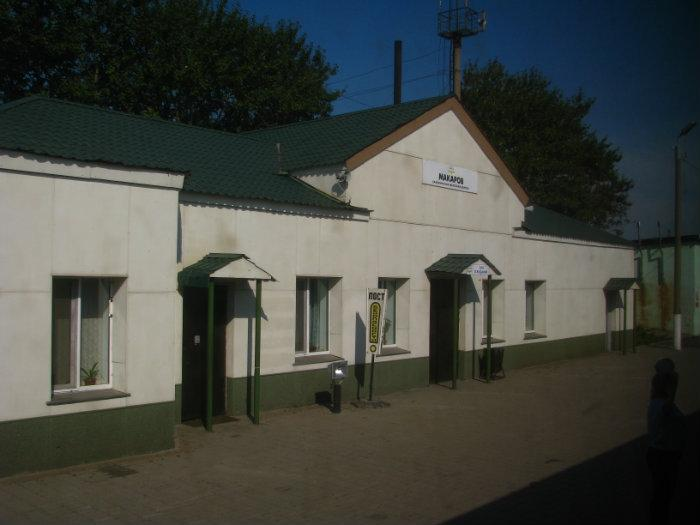
Железнодорожная станция
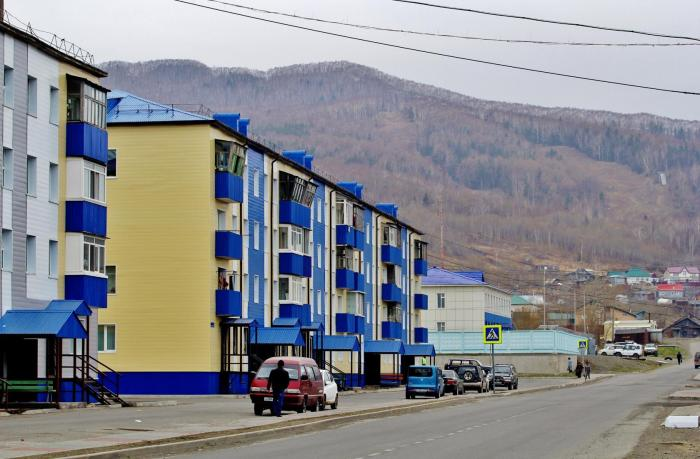
Улица Ленинградская
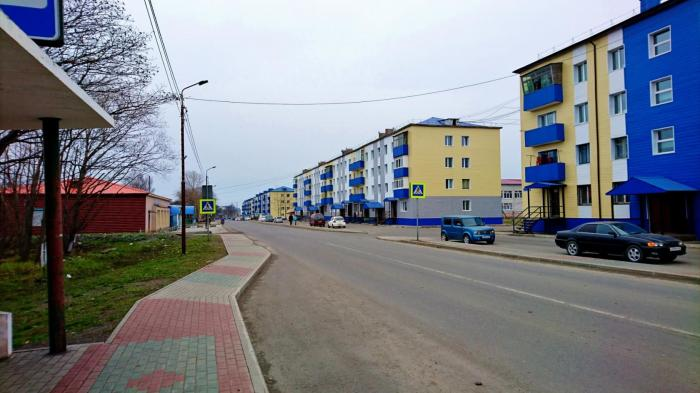
Центр города
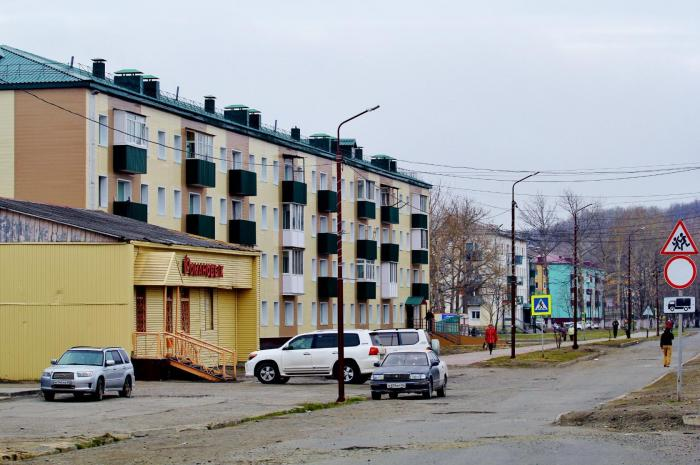
Улица Хабаровская
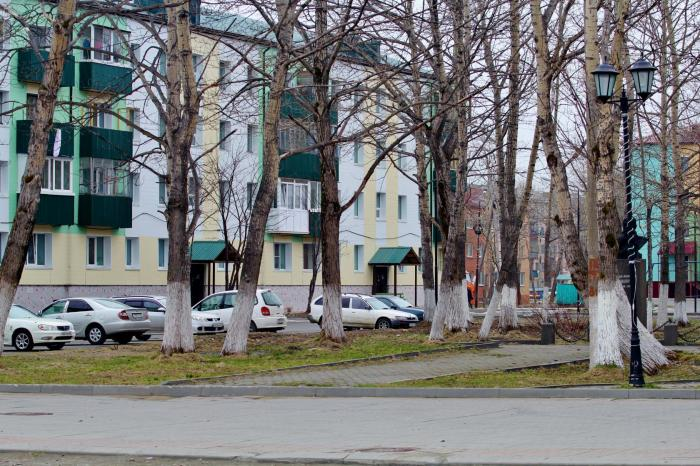
Улица 50 лет ВЛКСМ
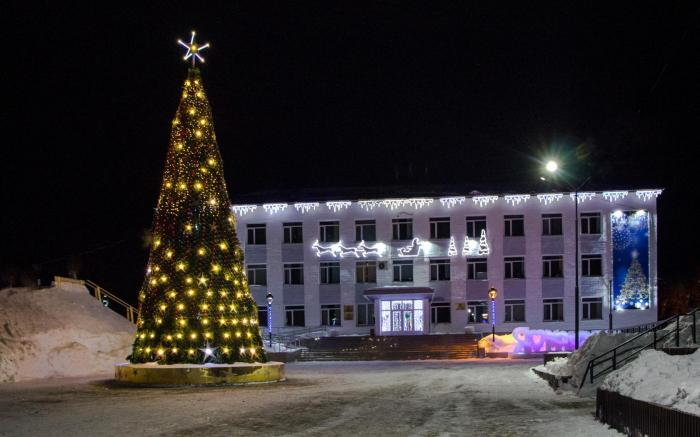
Администрация города